# Polineuropatia
Polineuropatia é um distúrbio neurológico que ocorre quando simultaneamente muitos nervos periféricos por todo o corpo começam a não funcionar corretamente. Pode ser aguda e aparecer sem nenhum aviso, ou pode ser crônica e se desenvolver gradualmente ao longo do tempo. Muitas polineuropatias possuem envolvimento motor e sensorial, e outras possuem disfunção autonômica. Estes distúrbios são geralmente simétricos e freqüentemente envolvem as extremidades distais.